# 諾科米斯 (佛羅里達州)
諾科米斯（英語：Nokomis）是位於美國佛羅里達州薩拉索塔縣的一個人口普查指定地區。

## 地理
諾科米斯的座標為27°07′25″N 82°26′20″W / 27.12361°N 82.43889°W，而該地最高點為海拔高度3米（即10英尺）。

## 人口
根據2010年美國人口普查的數據，諾科米斯的面積為5.00平方千米，當中陸地面積為4.80平方千米，而水域面積為0.20平方千米。當地共有人口3167人，而人口密度為每平方千米633人。